# Doudleby
Doudleby (německy Teindles) jsou obec v okrese České Budějovice, kraj Jihočeský, necelých deset kilometrů jižně od Českých Budějovic, v místech, kde řeka Malše zaklesnutým meandrem vytváří výrazný, k západu vybíhající ostroh. Obec tvoří dvě části, vlastní Doudleby na pravobřežním ostrohu, obtékaném Malší, a proti nim na levém břehu Straňany. Žije zde 464 obyvatel.
Doudleby jsou symbolickým střediskem Doudlebska, etnografické oblasti s nejjižnějším českým nářečím.

## Členění obce
Obec Doudleby se skládá ze dvou částí, které obě leží v katastrálním území Doudleby
- Doudleby
- Straňany

## Historie
Povodí Malše a horní Vltavy se v době kolem roku 800 stalo ústřední oblastí slovanského osídlení kmene Doudlebů. Kmenovým centrem bylo od přelomu 8. a 9. století až do přelomu 9. a 10. století branišovické hradiště nad řekou Malší. Hradiště v Doudlebech bylo založeno při přemyslovské kolonizaci Doudlebska v 10. století. První psaná zmínka o doudlebském hradišti se vyskytuje v Kosmově Kronice české z počátku 12. století v souvislosti se zprávou o úmrtí knížete Slavníka roku 981. Kosmas zde jmenuje Doudleby (Dudlebi) mezi pohraničními hrady Slavníkova panství na jižní straně proti Němcům. Mezi současnými historiky však převládá názor, že kronikář vzhledem k časovému odstupu od popisované doby nepostihl situaci přesně a že Doudleby byly spíše oporou pražských přemyslovských knížat. Od 10. do 13. století představovaly Doudleby středisko hradské soustavy pro oblast jižních Čech, jmény jsou známi zdejší kasteláni Kochan (1175) a Pilunk (1179 a 1186). Antonín Profous vysvětluje německé jméno Doudleb – Teindles poněmčením českého slova označujícího opevněné hrady – Týnec.
Se založením města Českých Budějovic coby nové opory panovnické moci význam Doudleb rychle upadl: poslední zmínka o doudlebském kraji pochází z roku 1268 a k roku 1291 už byly Doudleby v soukromých rukou, držel je rytíř Čeněk z Cipína, zakladatel rodu Doudlebských z Doudleb. Doudlebští, jejichž erb (půl ozbrojence tasícího meč) v novější době přijala obec za svůj, zde seděli po dvě a půl staletí. Posledním z nich, který ves držel, byl Petr Doudlebský z Doudleb († 1550), proslulý jak statečností v boji s Turky, tak skrblictvím. Tento prodal roku 1522 svou část Doudleb a Straňany Václavu Metelskému z Feldorfu, od něhož ji v roce 1544 koupilo město České Budějovice pro kostel sv. Mikuláše. Druhá polovice Doudleb přešla z majetku Doudlebských na rod Slavkovských ze Šonova a po dalších prodejích roku 1574 do rukou Viléma z Rožmberka. Tak se stalo, že až do zrušení poddanství byla ves rozdělena mezi panství České Budějovice a Třeboň. Třeboňská část se po smrti posledního Rožmberka Petra Voka v roce 1611 dostala Janu Jiřímu ze Švamberka. Ten se účastnil českého stavovského odboje, pročež byl v roce 1621 majetek jeho dědicům zkonfiskován a panství se ujal císař Ferdinand II. V roce 1660 je koupil hrabě Jan Adolf ze Schwarzenberku, jehož potomci pak byli pro polovinu doudlebských obyvatel vrchností až do roku 1848. Od roku 1850 dodnes tvoří Doudleby a Straňany společnou samosprávnou obec.

### Starostové
- 2010–2014 František Rytíř
- od 2014 Zdeněk Šmíd

## Pamětihodnosti

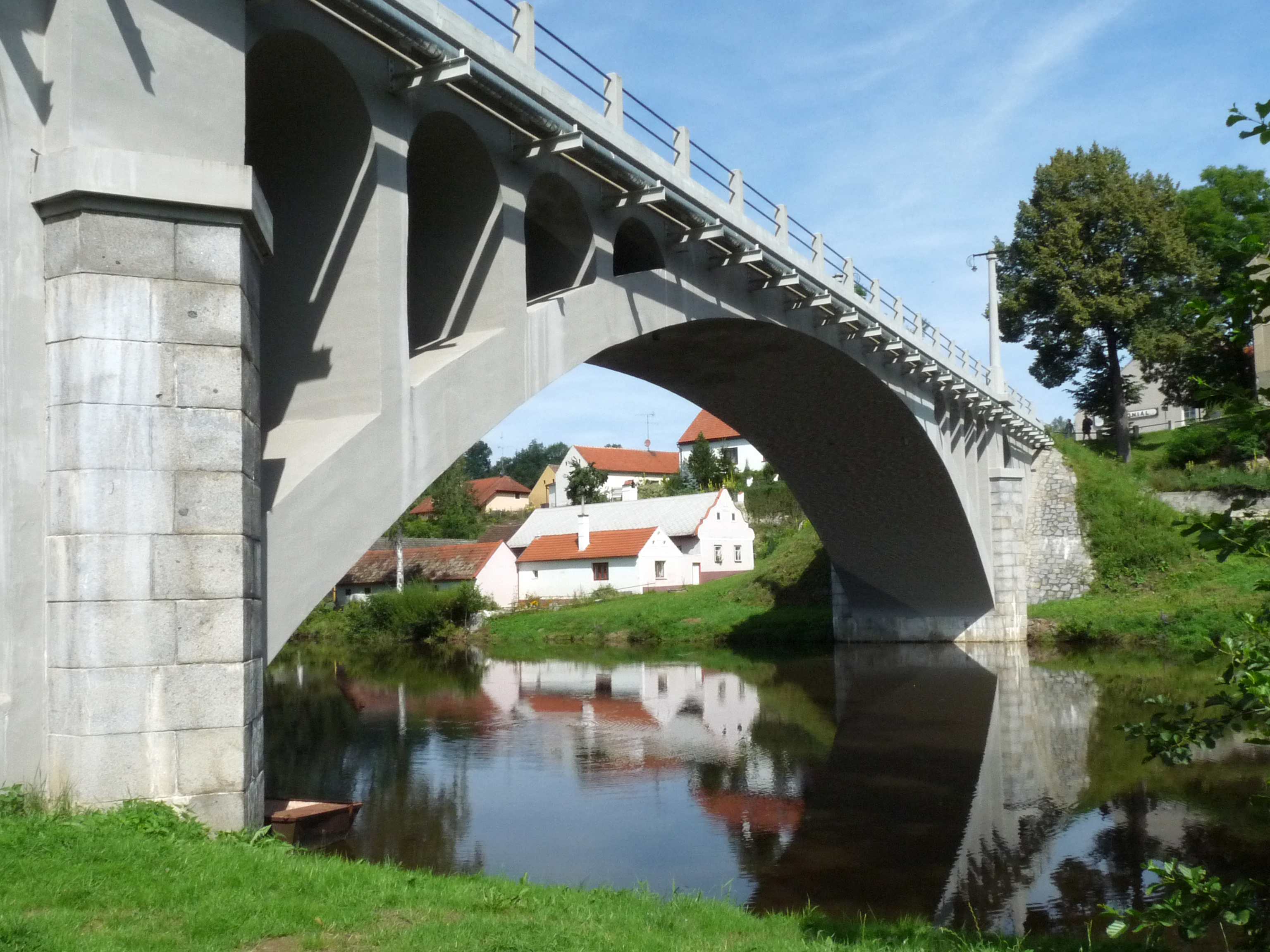
Čapkův most, pohled k čp. 13

- Doudlebské hradiště je slovanský raně středověký hrad o rozloze přibližně 4,8 hektarů ze druhé poloviny 10. století.[8] Brod přes Malši byl možný jednak v místech nynějšího Čapkova mostu, jednak v protějším zákrutu řeky.
- Farní kostel svatého Vincence, na vyvýšené šíji ostrohu v prostoru někdejšího hradiště. Připomíná se jako farní již počátkem čtyřicátých let 12. století, nejstarší části nynější stavby však pocházejí až ze 14. století, jsou jimi gotický presbytář a sakristie (obdobného provedení jako v nedalekém Kamenném Újezdě); v sakristii byly odkryty vzácné gotické fresky s výjevy Narození Páně a Klanění Tří králů z doby po roce 1350. Loď s věží s byla přistavěna roku 1494, barokní úpravy a novostavbu věže v letech 1708 až 1709 provedl polír Petr de Maggi, který byl během stavby nahrazen Jiřím Wortnerem, podle plánů Pavla Ignáce Bayera. Zděná kruchta byla postavena ve 20. letech 18. stol. podle plánů Antona Erharda Martinelliho.[9] Vnitřní vybavení kostela je dnes převážně barokní, z první čtvrtiny 18. století, na hlavním oltáři se nachází kopie kdysi velmi uctívaného obrazu Madony doudlebské (originál z doby kolem roku 1440 chová Národní galerie v Praze), šestice obrazů z dřívější výzdoby roku 1494 se nachází v Alšově jihočeské galerii na Hluboké. Na věži jsou zavěšeny dva zvony, velký, odlitý roku 1876 v Bochumi a malý – umíráček. Ve středověku býval kostel střediskem církevní správy pro široké okolí (kupř. ve 14. století pod doudlebský děkanát, jeden z pěti v jižních Čechách, spadalo 46 farností). Dnes je význam kostela omezen na nejbližší okolí, ke zdejší farností příslušejí vedle obou částí obce Doudleby též vsi Dolní Stropnice, Heřmaň a Plav.
- Sousoší Piety před kostelem, dílo českobudějovického sochaře Leopolda Huebera z roku 1756
- Kaple svaté Barbory, za kostelem, barokní z doby kolem roku 1680. Bývala zde dřevěná socha Piety, ta však ukradena roku 1993. Původní obraz sv. Barbory z roku 1755 odtud přemístěn do kostela a nahrazen novým v roce 2000.
- Fara (čp. 28), obsahuje prvky někdejší gotické tvrz rytířů z Doudleb. Barokně přestavěna v letech 1703 až 1704, obnovena po požáru roku 1911.
- Dům čp. 13, z roku 1851, ve stylu selského baroka
- Dům čp. 29, částečně roubený, se zachovanou černou kuchyní
- Čapkův most přes Malši z let 1928 až 1929 spojuje Doudleby a Straňany. Pojmenován po Františku Miroslavu Čapkovi (1873–1946), učiteli, poštovním úředníku, a regionálním vlastivědci, který se zasloužil o jeho stavbu.
- Lávka Maxe Biaggiho, obnovená po povodních v roce 2002 za finančního přispění tohoto závodníka.
- Mohylové pohřebiště v lokalitě Zádušní (Klášterní) les, asi kilometr východně od Doudleb, prokopáno v 19. století. Raně středověké slovanské mohyly snad příslušely ke starší fázi osídlení hradiště.

## Občanská vybavenost
- Základní škola a mateřská škola, otevřena 7. ledna 1978 společně se školní jídelnou[10]
- Kulturní dům s pohostinstvím
- Hasičská zbrojnice
- Knihovna
- Víceúčelová budova – obchod, obecní úřad, dětská poradna

## Osobnosti
- Marie Běhounková (1911–?), národopisná sběratelka
- Oldřich Nouza (1903–1974), básník
- Otto Matoušek (1890–1977), malíř, který zde často pobýval

## Zajímavosti
- V obci působí Národopisný soubor Doudleban (založen 1943), provozuje se zde řada barvitých folklórních tradic a slavností, zejm. Doudlebský masopust, velikonoční řehtání či Doudlebské dožínky.[11]
- Jméno obce nese planetka (6060) Doudleby, objevená v roce 1980 Antonínem Mrkosem na observatoři Kleť